# Vittorio Scialoja
Pour les articles homonymes, voir Scialoja.
Vittorio Scialoja, né en 1856 à Turin et mort en 1933 à Rome, est un homme politique italien, ancien ministre de la Justice (1909) et des Affaires étrangères (1919).
Il s'est d'abord intéressé au droit romain, mais il a ensuite élargi le champ de ses recherches et de son enseignement à d'autres branches du droit civil. Son appartenance au Conseil national public de l'enseignement supérieur, auquel il siège entre 1893 et 1913, lui vaut d'être nommé sénateur le 4 mars 1904. Cette nomination est à son tour le point de départ d'une carrière parallèle de plus en plus engagée dans la politique et la vie publique. Il a été brièvement ministre de la Justice en 1909-1910, ministre sans portefeuille entre 1916 et 1917, et ministre des Affaires étrangères en 1919-1920,,,.

## Biographie

### Provenance et premières années
Vittorio Scialoja est né à Turin où son père, l'économiste-politicien exilé de Naples Antonio Scialoja (1817-1877) s'était installé avec sa famille et avait fait carrière à l'université à la suite d'un renouveau conservateur dans le sud en 1849,. Après l'unification de l'Italie, la famille s'installe à Florence, nouvelle capitale d'un nouveau royaume, où Vittorio passe la seconde moitié de son enfance, fréquentant le prestigieux Liceo ginnasio Dante (école secondaire). La mère de Vittorio, née Giulia Achard (1823-1878), était la fille d'un homme d'affaires français prospère,.

### Sienne
À la fin de l'année 1880, il accepte l'invitation à s'installer à Sienne, où il est installé comme professeur extraordinaire de droit romain le 18 janvier 1881. Il est encore très jeune, et cette nomination est controversée dans certains milieux. Scialoja dépassait déjà les limites de son mandat de professeur et s'intéressait à certaines des questions juridiques contemporaines de l'époque. Poursuivant le thème qu'il avait abordé à Camerino, il continua à travailler sur les tensions entre le droit positif et l'équité. Sa conclusion, en résumé, était que l'étendue du conflit entre les deux avait été beaucoup exagérée. Dans l'esprit du droit romain/italien de l'Europe continentale à la fin du XIXe siècle, l'équité ne pouvait être correctement invoquée que lorsqu'elle pouvait être directement traduite dans les dispositions des systèmes juridiques. Elle n'avait pas le statut autonome d'une sorte de dictat éthique à appliquer selon les caprices des juges. Ce thème, qu'il a continué à développer au cours des décennies suivantes, ne doit en aucun cas être considéré comme un simple légalisme traditionnel unilatéral. Il faut plutôt l'envisager dans le contexte de l'extrême fragilité institutionnelle perçue de l'État italien nouvellement créé, et de l'éventail de puissantes "forces désintégratrices" qui remettaient en cause, en même temps que la cohésion de l'État, le "Codice civile" de 1865 lui-même. Après 1922, certains des dangers inhérents à la marge d'interprétation implicite de l'approche fondée sur l'"équité" ne sont devenus que trop évidents. La voix de Scialoja ne s'élevait pas en opposition à l'"equità comune", expression d'une aspiration populaire partagée en faveur d'une certaine justice "de bon sens", et d'une volonté qui atteint un niveau d'intensité méritant d'être reconnue par une force extérieure au code juridique. Les dangers venaient plutôt du risque qu'un législateur surpuissant trouve le moyen d'utiliser la doctrine de l'équité pour contrecarrer l'indépendance judiciaire.
Au cours de l'année 1881, peu de temps après qu'il eut accepté la nomination à Sienne, on apprit que Scialoja avait été placé en tête de liste dans un concours visant à obtenir une chaire d'enseignement à Catane, mais il rejeta l'offre sicilienne et resta à Sienne pendant quatre ans. Sa réputation académique était bien établie au bout d'un an seulement en tant que professeur à Camerino, mais il était néanmoins inhabituel parmi ses collègues/rivaux professionnels en ce qu'il n'avait pas obtenu de diplôme de troisième cycle. Le fait qu'il soit autodidacte est l'une des raisons pour lesquelles son approche pédagogique, bien qu'innovante et rigoureuse, était quelque peu en dehors du courant dominant. Elle n'était manifestement pas du goût de tous ses étudiants. Il insistait pour laisser une large place à l'analyse, tant des sources que des liens et associations, dont certains dépassaient les limites du programme traditionnel. Cela a été un choc pour les étudiants qui s'étaient habitués à l'approche plus conventionnelle de son prédécesseur, Luigi Moriani. Moriani avait bénéficié de l'avantage supplémentaire, aux yeux des traditionalistes de l'université (et de la ville), d'être un Sénonais de naissance. En mai 1881, les tensions en classe avaient pris l'ampleur d'une révolte parmi les étudiants de Scialoja. Cette révolte est suivie de la suspension de ses cours par le conseil académique de l'université. (Les cours sont rapidement rétablis grâce à une intervention directe de Rome de Guido Baccelli, le ministre de l'Éducation). En dépit de la révolte étudiante de 1881, les quatre années de Scialoja à Sienne peuvent être considérées comme une période de réussite significative. Promu professeur titulaire en 1883/84, il enseigne à plusieurs étudiants qui deviendront eux-mêmes célèbres, notamment le juriste et spécialiste du droit romain Carlo Manenti et le juriste-pianiste Dante Caporali. Il crée le "Cercle des juristes" de la faculté de droit qui se réunit régulièrement pour des séminaires et des discussions animées. Il s'associe au criminologue Enrico Ferri pour promouvoir le lancement de la revue associée, "Studi senesi". De cette époque date également une lettre ouverte que Scialoja adresse au sénateur-professeur Filippo Serafini pour son "Archivio Giuridico" (série d'études sur le droit romain publiées entre 1863 et 1903) "sur la méthodologie de l'enseignement du droit romain dans les universités italiennes" : " Nous n'avons pas besoin de nous faire d'illusions. Le droit romain pur est mort, et si le droit moderne en descend, il n'est pas le même ..... [mais] loin de diminuer l'importance [du droit romain comme sujet d'étude], peut-être cela l'augmente-t-il ",,.

### Rome
Après trois ans à Sienne, Scialoja reçoit l'appel de Rome. Il est installé comme "professeur ordinaire [c'est-à-dire titulaire] de droit romain à l'Université de Rome" à partir du 11 mai 1884, et conserve sa chaire à Rome jusqu'à sa retraite en 1931. Une étape importante dans sa carrière universitaire a été franchie le 31 décembre 1922 lorsqu'il a quitté sa chaire de droit romain pour devenir professeur des institutions de droit romain à l'université,. Les candidats étaient classés par concours et il s'est retrouvé en concurrence directe pour cette nomination avec plusieurs des élèves les plus éminents et influents du futur professeur Filippo Serafini. Dans un premier temps, il n'a pas été nommé, mais l'exercice entrepris et les conclusions de la commission d'examen ont été annulés par une intervention ministérielle. Ses admirateurs affirment que l'éminence et le respect que Scialoja a acquis au cours de ses années à Rome, tant pour son travail dans le domaine du droit romain que dans la recherche juridique en général, ont élevé le statut des études juridiques dans toute l'Italie et ont amplement justifié sa nomination. Sans renoncer en aucune façon à ses propres succès en droit civil et administratif, il est également devenu de plus en plus important dans l'interface entre le travail juridique pratique et la politique de la profession. Parallèlement à son engagement, à partir de 1904, en tant que sénateur, il accepte de faire partie de nombreux conseils consultatifs et comités publics s'intéressant aux institutions juridiques et éducatives et à leurs interactions avec la société au sens large, assumant fréquemment un rôle de premier plan.
Trois ans après son arrivée à La Sapienza, Scialoja inaugure l'Institut de droit romain de l'université, assumant lui-même le rôle de " secrétaire de l'institut à perpétuité ". Parmi les personnes invitées à se joindre à l'Institut figurent non seulement des spécialistes du droit romain, mais aussi des archéologues et des historiens classiques intéressés. Très vite, l'Institut absorbe la "Società italiana per l'incremento degli studi romanistici", une organisation parallèle mais moins dynamique - certains auraient pu la qualifier d'institution rivale - qui avait été créée par Lando Landucci (1855-1937) à Padoue. Lando Landucci était l'un des principaux représentants de l'"école Serafini" de droit romain, et avait lui-même été candidat à la chaire de Rome au moment de la nomination de Scialoja. L'incorporation de l'organisation de Landucci dans le nouvel institut peut donc être considérée comme un nouveau coup porté aux partisans de Serafini. Directement après la création de l'institut, en 1888, Scialoja lance le Bullettino dell'Istituto di diritto romano, un périodique spécialisé consacré au droit romain, qui a acquis une vie propre et est toujours publié annuellement,,.
En ce qui concerne la construction de la faculté de droit de l'université, Scialoja a fait preuve d'une capacité exceptionnelle, non seulement par ses rares talents d'enseignant, mais aussi dans la sélection et la formation des jeunes universitaires. La mesure dans laquelle ses étudiants sont devenus par la suite d'éminents juristes signifie que l'impact de Scialoja sur l'application et le développement du droit en Italie a été durable et profond. Parmi ceux à qui il a enseigné et/ou qu'il a puissamment influencés figurent des professeurs de droit romain tels que Pietro Bonfante (1864-1932), Gino Segrè (1864-1942), Salvatore Riccobono (1864-1958), Carlo Longo (1869-1938), Sirio Solazzi (1875-1957) et Vincenzo Arangio-Ruiz (1884-1964),.

### Une réforme du droit civil?
En 1924, Scialoja accepte l'invitation à présider la première des quatre sous-commissions nommées par la commission royale chargée d'élaborer un code juridique révisé ("Codice civile"), afin de développer et de compléter celui de 1865. Bien que la sous-commission de Scialoja ait été chargée de travailler sur le "droit civil", elle devait également empiéter de manière constructive sur le domaine de la procédure judiciaire civile. En pratique, cependant, l'ensemble de l'exercice n'a eu que peu d'impact à court terme, bien qu'un projet de nouveau code civil ait été publié en 1930. Le travail de la commission aurait pu, dans des circonstances politiques différentes, être utilisé comme une opportunité pour une révision profonde et complète de la situation existante, mais cette opportunité n'a pas été saisie. Il est difficile de penser que c'est par manque d'expérience, d'énergie et de capacité intellectuelle de la part du président et des membres de la sous-commission, que l'impact sur le droit civil italien a été au mieux fragmentaire et formel. Les commentateurs concluent que, malgré les fréquentes tentatives de Scialoja de solliciter la contribution du gouvernement, même après l'assassinat de Matteotti qui a horrifié les établissements juridiques et universitaires italiens, le dirigeant n'était pas intéressé et les membres du gouvernement étaient réticents à s'engager dans une discussion sur les réformes substantielles du "Codice civile",. Scialoja s'est donc efforcé de résister à toute redéfinition de grande envergure du "droit privé", qui à l'époque ne pouvait être considéré que comme une déformation fondamentale d'une structure établie, avec une impulsion libérale qui n'aurait servi qu'à encourager et à accélérer l'infiltration déjà envahissante des principes totalitaires, corporatistes et interventionnistes qui caractérisaient l'Italie de Mussolini. Ces considérations sont à l'origine de l'"incorrigible scepticisme" ("invincibile scetticism") reproché à Scialoja par le ministre fasciste des Affaires étrangères Dino Grandi (avec lequel il était manifestement en termes au moins modérément cordiaux) lorsque, au cours de ce processus, les deux hommes se sont retrouvés dans des camps opposés sur la question encore non résolue de savoir si la justice devait être clairement séparée de la politique. Scialoja en vint donc à considérer comme son principal objectif, en tant que président de la sous-commission de la réforme du droit civil, d'éviter de bouleverser le "Codice Civile" de 1865, d'une manière qui faciliterait l'intensification du contrôle fasciste sur la vie des individus. En cela, il a largement réussi,,,.

### Sénateur
En 1904, Vittorio Scialoja avait acquis un profil public relativement élevé en tant que professeur de droit basé à Rome. Le 4 mars 1904, il est nommé au sénat par le nouveau roi. Cette nomination a été validée (confirmée) par les sénateurs le 21 mars 1904. Avant 1947, les personnes nommées au sénat conservaient leur siège à vie, et le rôle de Scialoja dans la politique nationale est devenu un élément important de sa contribution à la vie publique entre 1904 et sa mort en 1933.
Il a été maire de la petite île de Procida entre 1914 et 1925, à l'exception d'une interruption de neuf mois en 1920. Située dans la baie de Naples, entre Ischia et le continent, l'île avait une grande importance familiale, étant considérée comme le " point d'origine " de la famille de son père : les Scialoja étaient présents sur l'île depuis au moins le XVIIe siècle,. Il a également été, pendant un certain temps, conseiller municipal de Rome.
En 1915, le gouvernement italien est persuadé de faire entrer le pays dans la Première Guerre mondiale, non pas aux côtés de ses partenaires de la triple alliance, mais aux côtés de la France "libérale" et de ses alliés russes et britanniques. La décision est et reste controversée, même si beaucoup sont au moins soulagés que l'Italie ne soit pas alignée dans les combats du même côté que leurs anciens colonisateurs de Vienne. Au sénat, Scialoja s'impose comme un puissant défenseur de la participation à la guerre. Trois ans plus tard, il s'avéra que l'Italie avait soutenu le camp des vainqueurs, et la décision de participer avait également assuré au gouvernement italien une position d'influence à la conférence de paix de Versailles, destinée par les grandes puissances victorieuses à redessiner la carte de l'Europe pour le vingtième siècle, tout comme le congrès de Vienne avait entrepris de définir l'Europe du dix-neuvième siècle en 1815. Le sénateur Scialoja a assisté à la conférence de paix en tant que membre de la petite délégation italienne sous la direction du ministre des affaires étrangères Sidney Sonnino,. Il fut ensuite, entre 1921 et 1932, le principal délégué de l'Italie à la Société des Nations (au "pacte" duquel il avait lui-même contribué) à Genève, s'attirant les éloges de ses collègues et des commentateurs pour la rapidité d'esprit, la rigueur juridique et l'étendue des connaissances qu'il apportait à ce rôle,. Pendant cette période, le 4 octobre 1926, il fut nommé « ministre d'État ».

#### Commissions sénatoriales
- Membre de la commission des pétitions (5 décembre 1904-8 février 1909)
- Président de la commission des pétitions (29 mars-11 décembre 1909)
- Membre de la Commission des finances (9 décembre 1905-13 décembre 1905) (9 juin 1910-29 septembre 1913) (2 décembre 1913-17 décembre 1914),
- Secrétaire de la Commission des finances (13 décembre 1905-8 février 1909) (29 mars 1909-11 décembre 1909),
- Vice-président de la Commission des finances (17 décembre 1914-19 juin 1916) (14 décembre 1917-29 septembre 1919)
- Membre de la Commission pour l'examen du projet de loi "Erection à Rome d'un monument à Giosuè Carducci" (5 mars 1907)
- Membre suppléant de la Commission d'enquête de la Haute Cour de justice (9 décembre 1904-8 février 1909) (29 mars 1909-11 décembre 1909)
- Membre de la commission du Règlement (2 décembre 1913-19 juin 1916)
- Membre de la Commission d'examen du projet de loi "conférant au Gouvernement du Roi des pouvoirs extraordinaires en cas de guerre" (21 mai 1915)
- Membre de la Commission d'examen des projets de loi "Prolongation de la XXIVe législature" et "Octroi des droits électoraux aux citoyens ayant servi dans l'armée" (27 avril 1918).
- Membre ordinaire de la commission d'instruction de la Haute Cour de Justice (2 mars 1919-29 septembre 1919)
- * Membre de la Commission pour l'examen du projet de loi "Capacité juridique de la femme" (10 mars 1919)

Membre de la Commission de politique étrangère (19 juillet 1920-7 avril 1921)
- Président de la Commission de politique étrangère (24 novembre 1922-10 décembre 1923)
- Membre de la Commission de vérification des titres des nouveaux sénateurs (29 janvier-7 avril 1921) (5 juin * 1925-21 janvier 1929) (2 mai 1929-19 novembre 1933)
- Membre de la Commission d'examen des pactes du Latran (16 mai 1929)
- Membre de la Commission de l'arrêt de la Haute Cour de justice (27 décembre 1929-19 novembre 1933)

### Ministre
Le 11 décembre 1909, il rejoint le gouvernement de centre-droit Sonnino en tant que ministre de la Justice. Le gouvernement arrive au pouvoir avec un programme de réformes conservateur qui, dans l'ensemble, obtient un soutien écrasant au Parlement. Cependant, il se heurte à l'opposition, comme son prédécesseur, sur un ensemble de propositions visant à étendre et à développer le secteur du transport maritime italien, et sans se soucier d'un vote parlementaire qu'il semblait susceptible de perdre, Sonnino démissionne de son gouvernement après seulement 110 jours. Cela met fin à la première carrière ministérielle de Scialoja le 31 mars 1910, après seulement 110 jours,.
Il revient au gouvernement, désormais sous la direction de Paolo Boselli, le 19 juin 1916. Le gouvernement Boselli a une large assise, reflétant la nécessité d'essayer de maximiser le soutien à la participation du pays à la guerre. Il n'y a pas moins de sept ministres "sans portefeuille", dont Vittorio Scialoja. Malgré ce titre ministériel peu informatif, les historiens, avec le recul, identifient Scialoja comme le ministre de la Propagande du gouvernement de Boselli et/ou comme le premier ministre italien de la Propagande et de la Presse à l'étranger. Ses talents de persuasion et sa forte croyance en la participation de l'Italie à la guerre rendaient cette nomination particulièrement appropriée. Le gouvernement Boselli dura près de dix-huit mois, au cours desquels Boselli défendit vigoureusement le maréchal Luigi Cadorna et les autres commandants de l'armée du contrôle parlementaire. Le gouvernement n'a pu éviter sa part de responsabilité dans la catastrophe militaire de Caporetto., et a démissionné avec effet au 29 octobre 1917. Les fonctions gouvernementales de Scialoja ont été reprises par Romeo Gallenga Stuart sous l'administration suivante,.
Le troisième mandat ministériel de Scialoja a lieu en 1919. Lorsque Nitti créa son premier gouvernement, il choisit Tommaso Tittoni comme ministre des Affaires étrangères, mais la santé de Tittoni commença à se dégrader, probablement en raison de la pression imposée par la conférence de paix de Paris, et Nitti se retrouva lui-même ministre des Affaires étrangères pendant plusieurs mois. Les sources diffèrent sur la chronologie précise, mais vers novembre 1919, Vittorio Scialoja, qui était déjà un membre clé de la petite délégation italienne à Versailles, prend le portefeuille des Affaires étrangères, et reste en poste jusqu'au 15 juin 1920, après l'effondrement du gouvernement éphémère et divisé de Nitti,.

### Dernières années
Scialoja se retire de l'enseignement universitaire en 1931, alors qu'il a 75 ans. Sa santé décline rapidement et visiblement au cours des deux années suivantes.
Il meurt à Rome le 19 novembre 1933,.

## Affiliations
Vittorio Scialoja a obtenu un certain nombre de chaires honorifiques en Italie et à l'étranger, et était également membre de diverses sociétés et associations savantes. La plus importante d'entre elles est probablement l'Accademia dei Lincei, basée à Rome, dont il devient membre correspondant le 15 juillet 1901 et membre à part entière le 19 avril 1918. Entre 1923 et 1926 et à nouveau pendant un an entre juillet 1932 et 1933, il a été vice-président de l'Accadmia, tout en en assurant la présidence entre 1926 et 1932 et à nouveau, pendant les derniers mois de sa vie, entre juillet et novembre 1933.

## Distinctions honorifiques
- Chevalier grand-croix décoré du grand cordon de l'ordre des Saints-Maurice-et-Lazare - 7 décembre 1916
- Chevalier grand-croix de l'ordre de la Couronne d'Italie - 30 décembre 1915
- Chevalier grand-croix de l'ordre du Lion blanc - 21 mars 1927

## Ouvrages
- (it) I problemi dello Stato italiano dopo la guerra (1918) (Les problèmes de l'État italien après la guerre)
- (it) Discorsi alla Società delle Nazioni (1932) (Discours à la Société des Nations)
- (it) Studi giuridici e Scritti e discorsi politici (7 voll., 1932–36) (Études juridiques et Écrits et discours politiques)

## Source
- (en) Cet article est partiellement ou en totalité issu de l’article de Wikipédia en anglais intitulé « Vittorio Scialoja » (voir la liste des auteurs).